# Aedes hesperonotius
Aedes hesperonotius är en tvåvingeart som beskrevs av E. Sydney Marks 1959. Aedes hesperonotius ingår i släktet Aedes och familjen stickmyggor.
Artens utbredningsområde är Western Australia. Inga underarter finns listade i Catalogue of Life.